# 黎公荣
黎公荣（1985年12月10日—），越南足球运动员，司职前锋，為前越南国家足球队隊员。
黎公荣是一名已退役的越南足球运动员。因其出色的球技和英俊的长相深受越南女球迷的喜欢，被称为越南的贝克汉姆。技术特点：门前抢点射门能力强，技术出色，头脑冷静。
黎公荣在2007年亚洲杯足球赛小组赛首场比赛中攻入第二个球帮助球队2-0爆冷击败了阿联酋。2016东南亚锦标赛半决赛对阵印度尼西亚赛后，黎公荣正式宣布退役。退役后，黎公荣现担任胡志明市足球俱乐部副总经理一职。2020年，獲亞洲足球聯合會選為东南亚足球五大传奇球员。